# Willem-Sophia
De Willem-Sophia is een voormalige steenkolenmijn die gelegen was nabij Spekholzerheide in de Nederlandse gemeente Kerkrade. Het was een particuliere mijn die tussen 1902 en 1970 in bedrijf was en steenkool werd ontgonnen in het Zuid-Limburgs steenkoolbekken. De gewonnen steenkool bestond voornamelijk uit magerkool, de totale productie bedroeg ruim 22,5 miljoen ton.

## Geschiedenis
De beide mijnconcessies Willem en Sophia (genoemd naar koning Willem III en zijn eerste vrouw Sophie van Württemberg) werden achtereenvolgens in 1860 en 1861 door de Nederlandse regering toegewezen aan de Nederlandse Bergwerkvereniging uit Den Haag. In de Hammijn in de Willemconcessie werd een schacht afgediept tot 67 m. De mijn kampte met grote waterproblemen. Als gevolg van de steenkolencrisis aan het einde van de negentiende eeuw ging de Bergwerkvereniging in 1881 failliet.
Het bleef een aantal jaren stil rond de ontginning van de concessies en het duurde tot 1898 voordat er een nieuwe gegadigde was. Het was de speciaal hiervoor door Gustave Boël opgerichte Belgische firma Société Anonyme des Charbonnages Néérlandais Willem et Sophia die de concessies kocht en samenvoegde tot één geheel. Binnen een jaar werd in Spekholzerheide begonnen met de aanleg van twee schachten. Dankzij toepassing van de bevriesmethode, die toen voor het eerst in Nederland werd toegepast, slaagde men erin de beide schachten zonder noemenswaardige problemen af te diepen. In 1900 waren schacht I en II gereed. De productie van de Willem-Sophia begon in 1902.

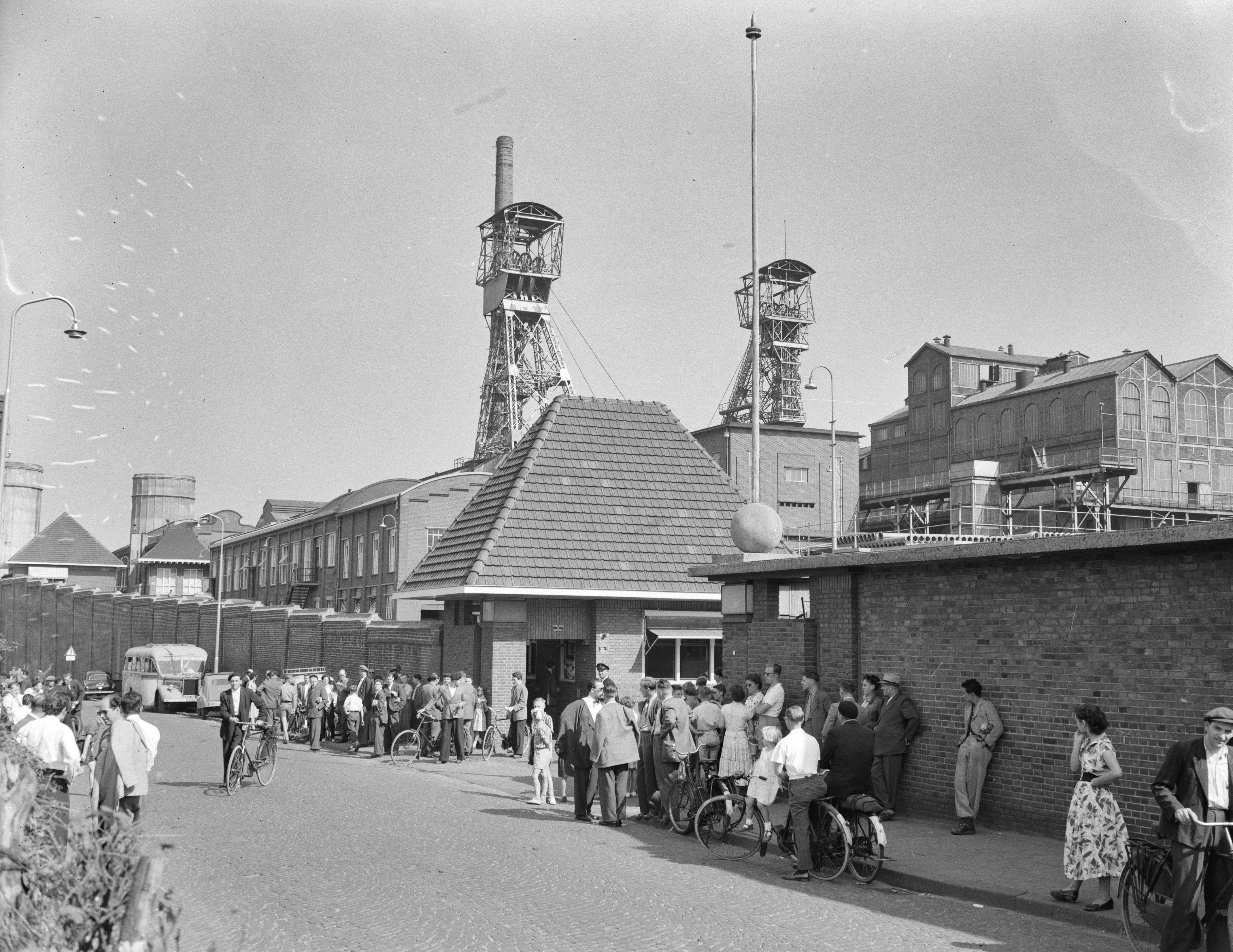
De Willem-Sophia in 1955: wachten op nieuws bij de reddingsoperatie van 3 ingesloten mijnwerkers ondergronds

In 1949 werd begonnen met het afdiepen van de Sophiaschacht, die was gelegen in het Langveld. Het veld Sophia werd in 1953 ontsloten. De verbinding tussen de mijnvelden Willem en Sophia werd gevormd door het veld Prins Hendrik, waarmee de concessie sinds 1923 was uitgebreid. In 1950 werd de concessie opnieuw uitgebreid met het veld Melanie, dat zich onder Duitse bodem bevond. Om dit mijnveld te ontsluiten werden vanuit het Willem-veld twee nieuwe steengangen aangelegd, zodat de gewonnen steenkool naar schacht I kon worden afgevoerd.
In 1955 werd op circa 500 meter ten zuiden van de hoofdschachten I en II begonnen met het afdiepen van 'schacht Melanie'. De aanleg gebeurde door middel van de Icos-Veder-methode; een ongebruikelijke werkwijze die nog nooit in het Nederlandse mijngebied was toegepast. De nieuwe schacht diende hoofdzakelijk voor luchtverversing en de aanvoer van vulstenen ten behoeve van het Melanieveld. Door de aanleg van deze schacht ging de Willem-Sophia uit vijf schachten bestaan.
Opmerkelijk is dat de steenberg van de mijn, de Steenberg Willem-Sophia, meer dan dertig jaar intern gebrand heeft. Vroeger werd de stortplaats ook gebruikt om slakken (afvalresten) uit de ovens van de mijn ongeblust te dumpen, waardoor het koolhoudende afval is gaan branden. De eenmaal begonnen brand werd niet bestreden omdat de middelen hiervoor onbekend waren en het blussen ervan niet mogelijk werd geacht. Wel werd op de berg dag en nacht water gespoten om de overlast zoveel mogelijk te beperken. Als gevolg van de jarenlange brand werd een groot deel van de daar aanwezige leisteen omgezet in een rood gebrand product; de zogenaamde rode mijnsteen. De steenberg werd na de sluiting van de mijn afgegraven. Het gebakken materiaal werd gemalen en gezeefd, en verkocht onder de naam WiSo-split, voor gebruik in de wegenbouw, voor de aanleg van fiets- en wandelpaden en tennisbanen.
De Willem-Sophia ging na het naar boven halen van de allerlaatste kolenwagen op vrijdag 17 april 1970 dicht; dit nadat op 17 december 1965 tot mijnsluiting van alle Limburgse mijnen was besloten.